# Românii din Țările de Jos

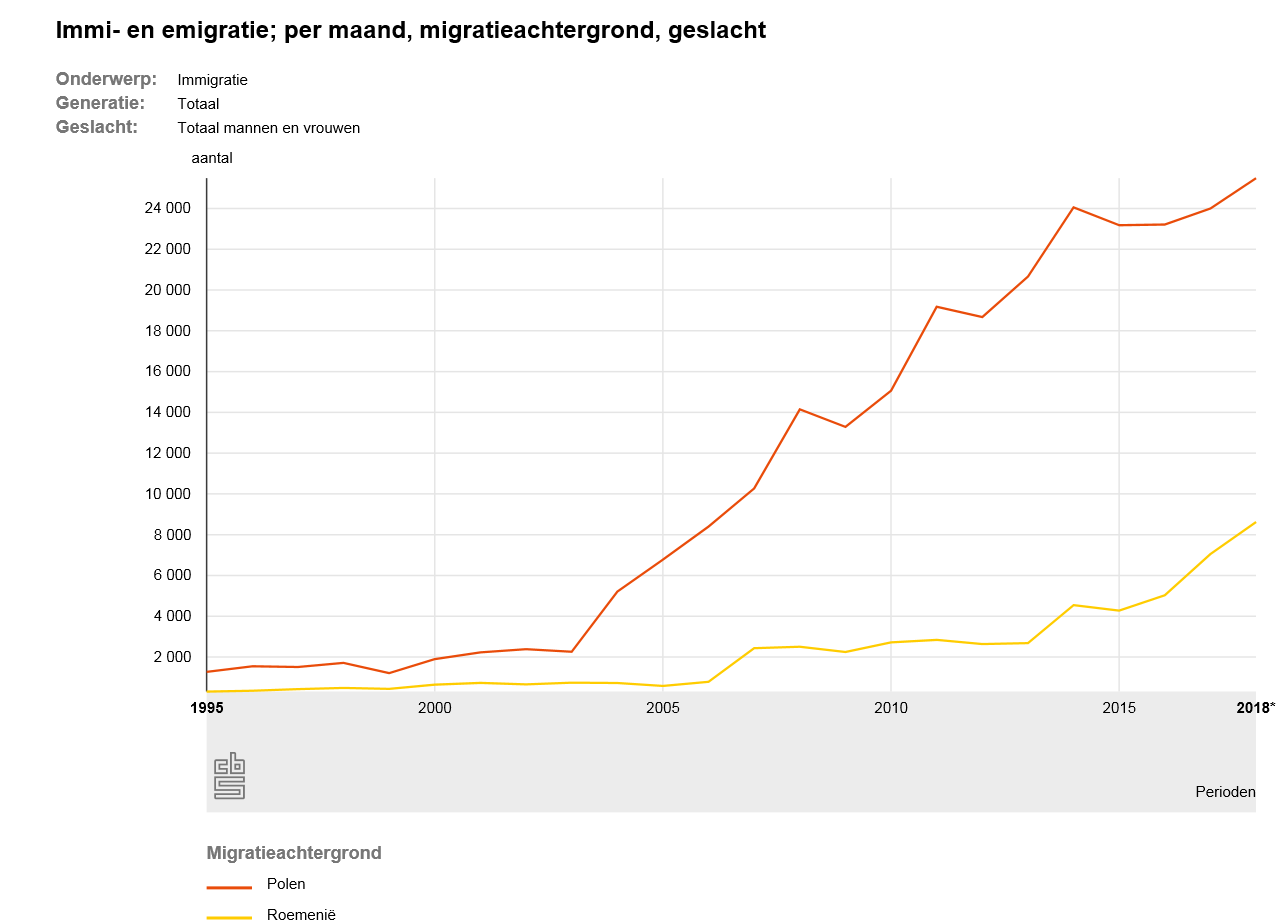
Imigrația românilor (și polonezilor) în perioada 1995-2018

Românii din Țările de Jos (în neerlandeză Roemenen in Nederland) sunt o comunitate de migranți originari din România (și într-o măsură mai mică din Republica Moldova și Voivodina). Potrivit Biroului Central de Statistică (CBS) din 1 septembrie 2021, în Țările de Jos trăiau aproximativ 46.077 de persoane cu origini migratoare din România și 4.739 de persoane cu origini migratoare din Republica Moldova.  Pentru români, începând cu 1 ianuarie 2014, este posibil să lucreze în Olanda fără a avea nevoie de permis de muncă. În acel an, numărul de lucrători români a crescut semnificativ: de la 4 mii la 10 mii.  Cu toate acestea, o mare parte dintre români nu se înregistrează în registrele de populație (48%).

## Populație
La 1 ianuarie 2020, 39.340 de cetățeni neerlandezi aveau o origine migratoare românească, dintre aceștia 19.229 erau bărbați (49%) și 20.111 femei (51%). Cei mai mulți români din Țările de Jos sunt de etnie română. În plus, printre românii din Țările de Jos se află câțiva mii de maghiari (6%) și rromi.
Majoritatea migranților români provin din București, aproape o treime (29%). Alte județe de origine de unde vin în mod relativ mulți români sunt Bacău (12%), Constanța (8%), Cluj (6%) și Galați (5%). Doar 15% provin din mediul rural.
| An               | 1996  | 2000  | 2005  | 2010   | 2015   | 2020   |
| ---------------- | ----- | ----- | ----- | ------ | ------ | ------ |
| Prima generatie  | 2.985 | 3.904 | 6.115 | 10.863 | 16.202 | 32.476 |
| A doua generație | 1.241 | 1.547 | 2.302 | 3.396  | 4.847  | 6.864  |
| număr de români  | 4.226 | 5.451 | 8.417 | 14.259 | 21.049 | 39.340 |

Aproximativ 14% dintre românii din Olanda au un partener autohton.

### Religie
Majoritatea românilor din Țările de Jos sunt creștini. Aproximativ 80% dintre români sunt ortodocși, în timp ce 9% sunt catolici. Cu toate acestea, frecvența participării la serviciile religioase este destul de redusă, situându-se în jurul valorii de 11%. În plus, 7% dintre români au declarat că nu au o convingere religioasă.
Comunitatea ortodoxă românească din Olanda include o biserică în Schiedam, a cărei capelă se află pe o veche cimitir romano-catolic din Schiedam. Această parohie poartă numele „Sfântul Grigorie Teologul”. De asemenea, există biserici în Arnhem („Sfântul Vasile cel Mare și Sfântul Ludger”), Groningen („Sfântul Apostol și Evanghelist Ioan”), Eindhoven („Sfânta Cuvioasă Parascheva de la Iași”) și în Goes („Sfânta Mare Mucenică Anastasia”). Parohiile sunt conduse de trei preoți. Schiedam este condusă de protopopul Ioan Dura (protopop al Olandei și Belgiei flamande), în timp ce Arnhem și Groningen sunt conduse de preotul Costel Ionașcu. Eindhoven și Goes sunt conduse de preotul Ciprian-Constantin Pintilie. Aceste parohii sunt subordonate "Protopopiatului Olandei și Belgiei flamande". Aceste parohii se află sub jurisdicția mitropolitului Iosif Pop al arhiepiscopiei pentru Europa de Vest și de Sud, cu sediul la Paris.

### Limbă
Aproximativ 94% dintre români vorbesc limba română, în timp ce 6% au maghiara ca limbă maternă. Doar 23% dintre români înțeleg bine limba neerlandeză, în timp ce 38% nu o înțeleg deloc bine. Aproximativ 68% dintre români nu vorbesc niciodată neerlandeza cu prietenii, în timp ce acest procentaj crește la 78% în cazul partenerilor. Cu toate acestea, peste 85% dintre români vorbesc engleza, în timp ce 24% se descurcă bine în franceză și 13% în germană.

## Economie
Migranții români sunt în principal muncitori migranți. În 2015, 63% dintre români aveau un loc de muncă plătit, în timp ce aproape 10% aveau o indemnizație (inclusiv AOW⁠(d) - Alocația pentru bătrâni). 
De asemenea, un număr semnificativ de femei românce lucrează în industria sexului, fie voluntar, fie nu, având documentele necesare.    În 2010, prostituatele românce reprezentau 12% din totalul lucrătorilor sexuali din sectorul sexului din Europa.   În 2006, în Țările de Jos, au fost înregistrate 579 de victime ale traficului de persoane în industria sexului, dintre care 35 proveneau din România (6% din totalul victimelor).

## Educație
Românii din Țările de Jos au un nivel de educație mai ridicat decât populația din România. Nici mai mult nici mai puțin de 55% dintre români au un nivel înalt de educație (nivel de învățământ superior - hbo/wo) și 26% au un nivel mediu de educație (nivel de învățământ mediu - havo/vwo/mbo). Una din cinci persoane are un nivel scăzut de educație (maximum vbo/mavo). Românii au un nivel de educație mai ridicat decât alte grupuri de migranți din Europa de Est, cum ar fi bulgarii și polonezii. În plus, aproximativ 20% dintre români au venit în Olanda pentru a studia fulltime.

## Personalități de origine română în Țările de Jos
- Eugen Gondi, baterist de jazz
- Paul Haldan, jucător de tenis de masă
- Nausicaa Marbe⁠(d), jurnalistă
- Mircea Petescu, fotbalist
- Nicolae Pirvu⁠(d), flautist
- Gregor Serban, muzician țigan
- Aura Timen⁠(d), doctoriță